# Феху
ᚠ (прот.-герм. *fehu; давньоскан. fé; давн-англ. feoh) — перша руна футарка. Позначає звук /f/ у молодшому футарку та староанглійському футорку. Назва руни означає худоба як символ благополуччя, багатства, процвітання. Перша руна першого атта (аети), присвяченого богу родючості Фрейру та богині кохання Фрейї.

## Опис
- Реконструкція протогерманської назви для старшого футарка — «феху» (*fehu), що означає «худоба, гроші, багатство».
- Відповідає готській літері F, «файху» (гот. 𐍆, faíhu), що позначала звук /f/.
- В давньоскандинавській і англосаксонській мовах, у молодшому футарку, позначала звук /f/.
- Значення: «[рухоме] майно». Когнат сучасного англійського слово fee («плата»), що походить від «худоба» (нід. Vee, нім. Vieh).
- Форма руни виникла на основі латинської літер F, етруської 𐌅 (F, /v/), архаїчної грецької Ϝ. Усі ці літери походять від фінікійської  (wāw).

## Вірші
Назва руни записана у трьох рунічних віршах:
| Мова            | Рунічний вірш | Англійський переклад                                                                                                  | Український переклад                                                                                         |
| --------------- | --- | --- | --- |
| Старонорвезька  | ᚠ Fé vældr frænda róge; føðesk ulfr í skóge.                                                                       | Wealth is a source of discord amongst kin; the wolf lives in the forest.                                              | Багатство дружбі помагає Як лісний вовк зайцям.                                                              |
| Староісландська | ᚠ Fé er frænda róg ok flæðar viti ok grafseiðs gata aurum fylkir.                                                  | Wealth is a source of discord amongst kin and fire of the sea and path of the serpent.                                | Багатство дружбі помагає Як вогонь на кораблі, Як дорога змії.                                               |
| Англосаксонська | ᚠ Feoh byþ frofur fira gehƿylcum; sceal ðeah manna gehƿylc miclun hyt dælan gif he ƿile for drihtne domes hleotan. | Wealth is a comfort to all; yet must everyone bestow it freely, if they wish to gain honour in the sight of the Lord. | Багатство насолоду дає усім, Але кожен мусить позбуватися його вільно, Аби удостоїтися слави перед Господом. |

## Ворожіння
У магічному та мантичному сенсі руна Феху використовувалася як символ багатства, джерелом якого є уміння конкретної людини, тому що у Північній Європі число голів худоби довгий час було основним показником заможності та вправності господаря. Також руна іноді пов'язується з коровою Аудумлою, яка згідно зі скандинавськими міфами створила світ.

## Кодування
| Unicode UTF-16   | U+16a0                 |
| назва по Unicode | RUNIC LETTER FEHU FE F |
| HTML             | &#5792;                |